# Лисья пустельга
Ли́сья пустельга́ (лат. Falco alopex) — вид хищных птиц семейства соколиных.
Этот вид распространён в саваннах к югу от Сахары от Мали на восток до Эфиопии и северо-западной Кении. Большинство птиц ведёт оседлый образ жизни, но иногда мигрируют на север в течение влажного сезона и на юг в сухой сезон. Часто встречается вокруг скал и каменистых холмов. Обитает на высоте от уровня моря до 2200 метров, чаще ниже 1000 метров. Общая численность популяции, вероятно, менее чем 100 000 пар.
Это крупная, стройная пустельга с длинными узкими крыльями и хвостом. Птица достигает в длину 32—38 см, с размахом крыльев 76—88 см и массой 250—300 г.
Предпочитает охотиться из засады на дереве или на скале. Питается насекомыми, ящерицами и мелкими млекопитающими. Как правило, ловит пищу на земле, но также охотится на летающих насекомых, вылетающих из травы при низовых пожарах.
Мало что известно о его размножении. Гнездо устраивает в расщелинах скал или на выступе. Гнездовой материал не используется. Кладка, вероятно, состоит из двух или трёх яиц. Птицы иногда гнездятся в свободных колониях численностью до 20 пар.